# رأس أبو جرجور
رأس أبو جرجور هو مصنع تحلية المياه بالتناضح العكسي في البحرين.
تنتج المحطة 16.3 مليون جالون في اليوم من المياه المحلاة الصالحة للشرب. عندما تم إنشاء المصنع في 1984 كانت تعتبر المحطة من أكبر محطات تحلية المياه في منطقة الشرق الأوسط مع قدرة إنتاج تصل إلى 10 ملايين جالون في اليوم.